# Kartuizerklooster San Lorenzo

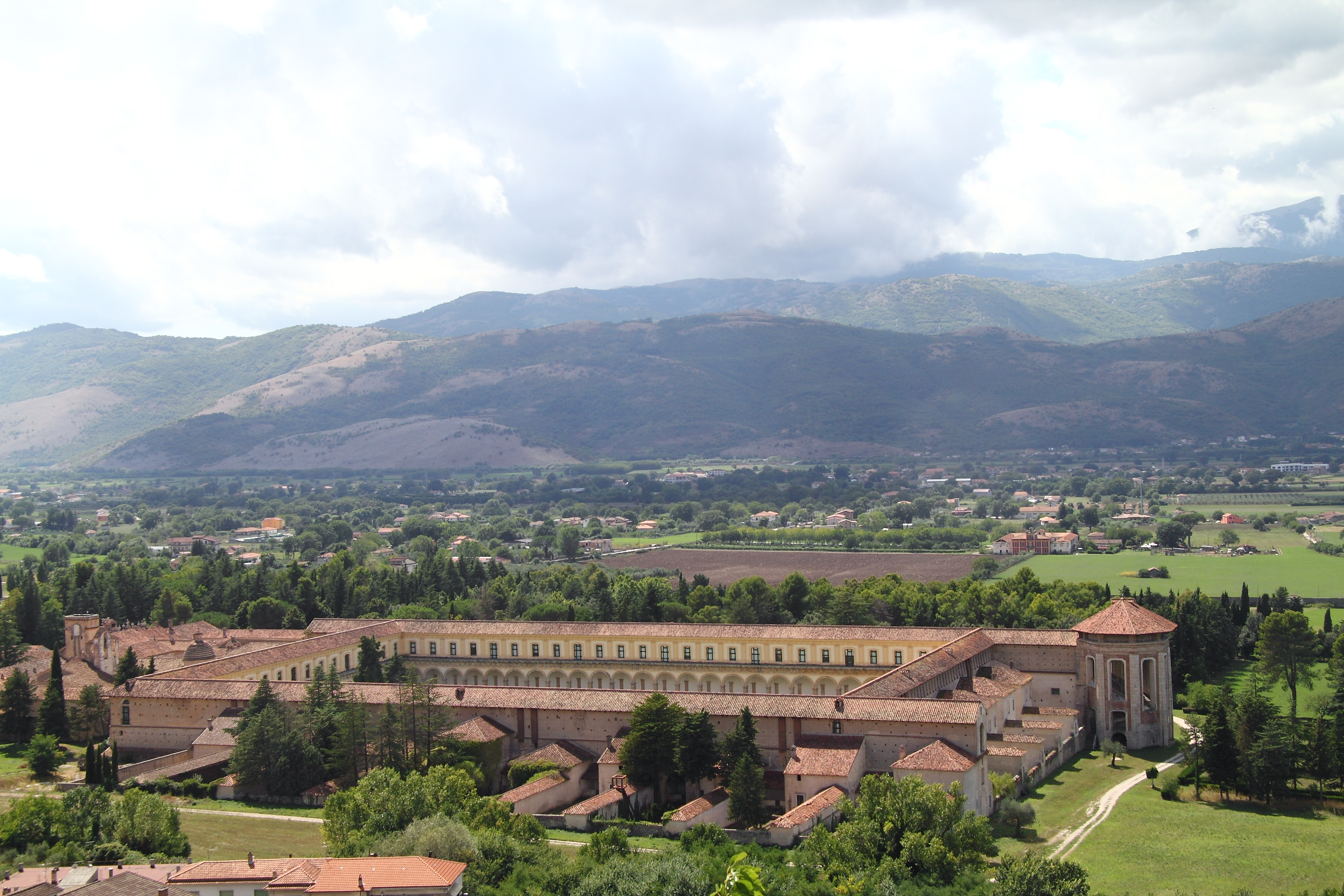
Kartuizerklooster San Lorenzo in de vallei Vallo di Diano

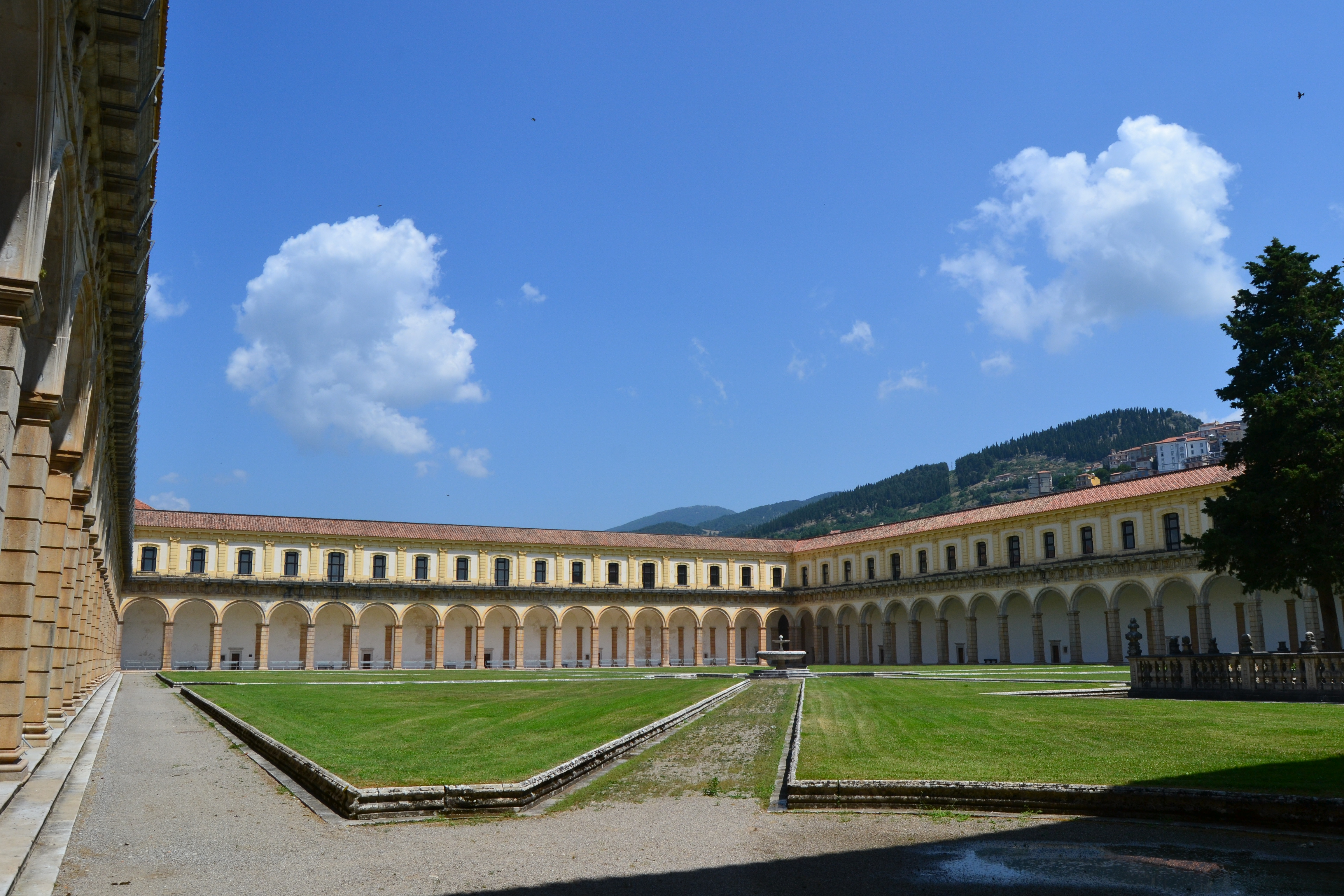
Chiostro Grande of Groot Klooster

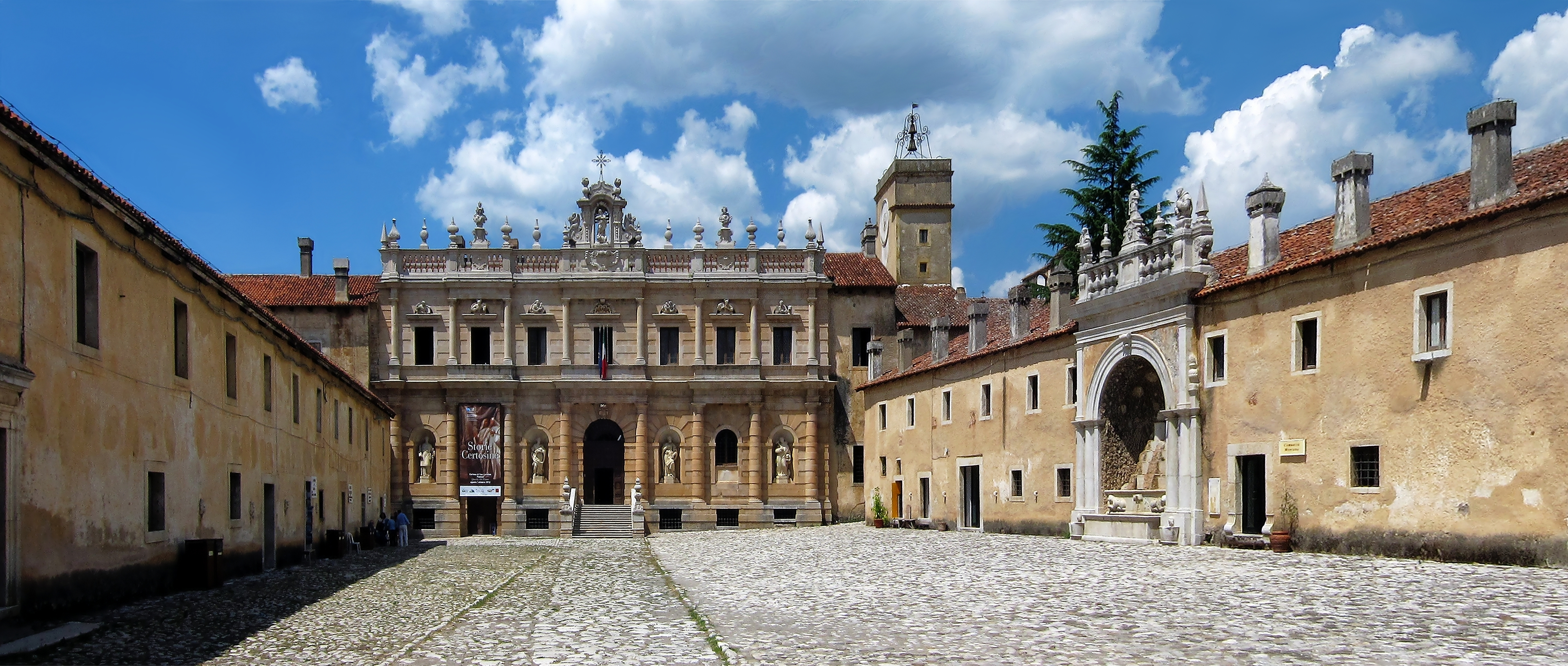
Hoofdingang

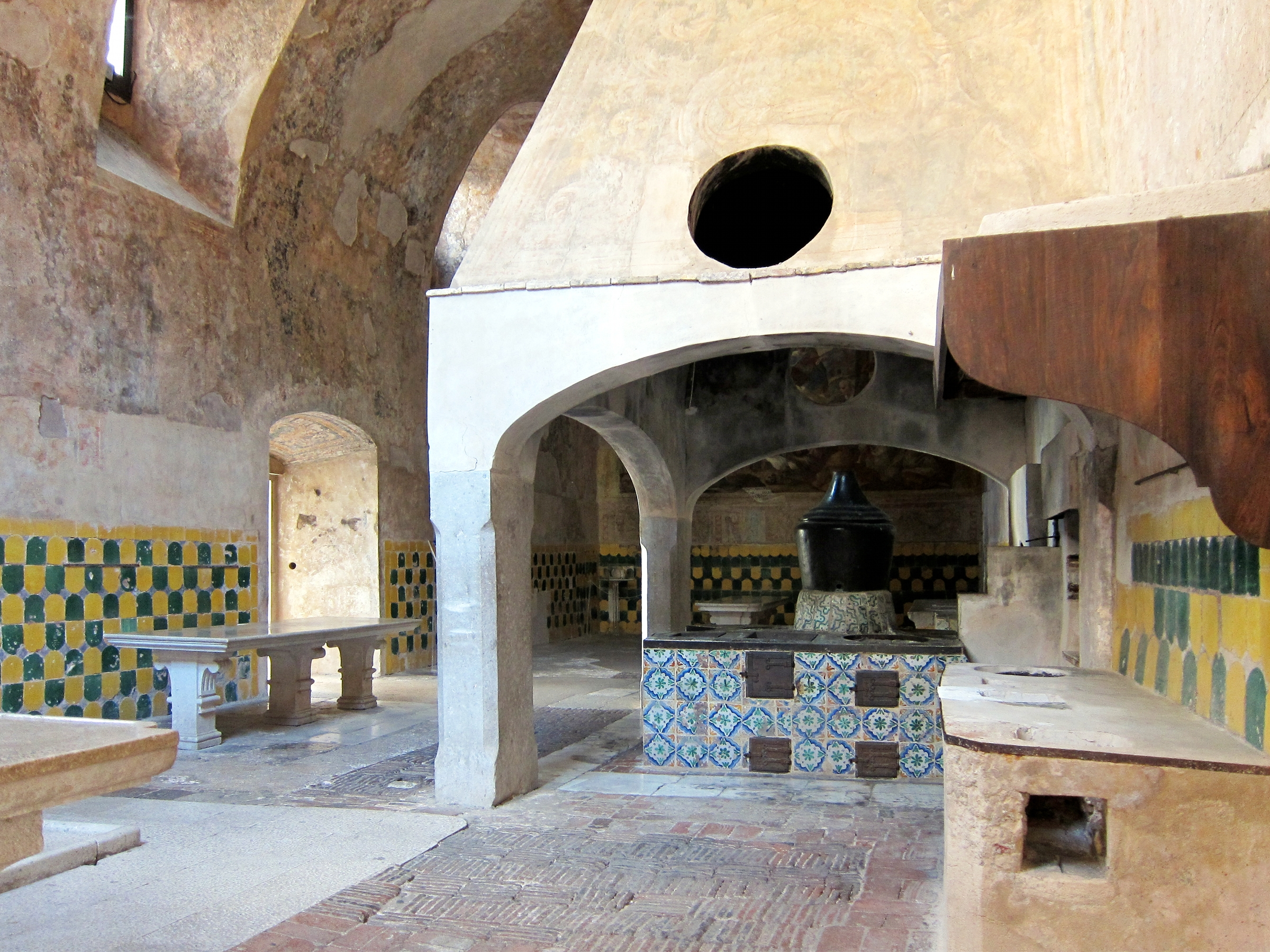
Keuken

Het voormalig Kartuizerklooster San Lorenzo (1306-1866) bevindt zich in Padula. Padula is een gemeente nabij Salerno in Zuid-Italië, in de regio Campanië. Het is het grootste klooster in de Mezzogiorno en behoort tot het UNESCO Werelderfgoed.
Het klooster is toegewijd aan de heilige Laurentius van Rome.

## Historiek
In 1306 startte Tommaso II Sanseverino (1255-1324) met de bouw van het klooster, dat hij toevertrouwde aan de Orde van de Kartuizers. Hij kwam in het bezit van de bouwgronden door deze aan te kopen bij de Kartuizers van de abdij van Trisulti in Latium, meer noordelijk gelegen. Sanseverino was hiermee heer van de Vallo di Diano, de vallei waar het dorp Padula stond. Daarnaast was hij al graaf van Marscio. Koning Karel II van Anjou keurde de stichting goed. Sanseverino versterkte het dorp Padula met de heropbouw van het oude Normandische slot. Vanuit dit dorp had hij een goed overzicht over de vallei, met de abdij in opbouw.
De grootste bouwwerken vonden plaats in de jaren 1580-1640, na het Concilie van Trente. De Spaanse onderkoningen in Napels stimuleerden de uitbouw met barokke afwerking. De abdij werd een dorp in het dorp, met eigen ateliers, stapelplaatsen, smidse en boomgaarden. De ommuurde abdij besloeg een oppervlakte van 25 ha; hierin is het park inbegrepen. De bebouwde oppervlakte is meer dan 3 ha, met dan 300 kamers, zalen en werkplaatsen. In de jaren 1600 werd de kloosterkerk rijkelijk versierd. Grosso modo valt het gebouwencomplex in drie delen onder te verdelen. De eerste zone was toegankelijk voor externen; dit deel bevat de monumentale ingangspoort. In deze zone gebeurden de toeleveringen aan het klooster. De tweede zone was een zone voor zowel monniken als leken die een speciale toelating hadden. Hier bevonden zich de kloosterkerk, de keuken, de woning van de prior en de refter. In de derde zone, de grootste zone, was de toegang exclusief voor de Kartuizers. Dit deel wordt het Chiostro Grande of Groot Klooster genoemd. Het bestond uit een uitgestrekte binnentuin, omrand door een van de grootste kruisgangen in Italië, en de cellen. Elke monnik had een cel bestaande uit twee kamers en een eigen tuin, gelegen aan de buitenzijde van het Chiostro Grande.
De 17e eeuw was de glorietijd voor de San Lorenzo abdij. De abdij verwierf talrijke boeken en kerkschatten, waaronder koper- en zilverwerk.
In de loop van de 18e eeuw kreeg het Chiostro Grande een trappentoren, met trappen in de vorm van een slakkenhuis. Doch verder werd niets meer gebouwd.
Tijdens het revolutiejaar 1799 en de Franse bezetting door koning Jozef Bonaparte (1806-1808) werd het Kartuizerklooster di San Lorenzo geplunderd. De volledige inhoud van de bibliotheek verdween, alsook alle kostbaarheden en ook gewone gebruiksvoorwerpen. Dit had te maken met de afschaffing van de orde van de Kartuizers op Frans bevel; bovendien verloor het klooster alle grondgebied en bleef er enkel het ommuurde domein over. Desondanks herstartte het leven in het klooster, na de val van Napoleon (1815), ten tijde van de Restauratie van het Bourbonregime. In 1866 schafte het eengemaakte Italië het klooster nogmaals af, en ditmaal definitief.
Sinds 1882 behoort het Kartuizerklooster tot de Nationale Monumenten van Italië. Het klooster bleef leeg staan. Tijdens de twee Wereldoorlogen sloot het Italiaanse leger er krijgsgevangenen op.
Sinds 1957 is het Kartuizerklooster San Lorenzo een museum, aanvankelijk een archeologisch museum en later een kunsthistorisch museum. Hiertoe waren er restauratiewerken nodig, eerst in de jaren 1960 en een tweede maal in de jaren 1980.
De UNESCO erkende het Kartuizerklooster van Padula als Werelderfgoed, tezamen met de archeologische vindplaatsen in Elea en Paestum, alsook met het Nationaal park Cilento, Vallo di Diano e Alburni (1998).
Rotstekeningen van Valcamonica · Kerk en dominicanenklooster van Santa Maria delle Grazie met "Het Laatste Avondmaal" van Leonardo da Vinci · Historisch centrum van Rome, de bezittingen van de Heilige Stoel in die stad met speciale territoriale rechten en Sint-Paulus buiten de Muren · Historisch centrum van Florence · Venetië met zijn lagune · Domplein van Pisa · Historisch centrum van San Gimignano · Sassi en het park met de rotskerken van Matera · Vicenza en de Palladiaanse villa's in Veneto · Historisch centrum van Siena · Historisch centrum van Napels · Crespi d'Adda · Ferrara, stad van de renaissance in de Po-delta · Castel del Monte · Trulli van Alberobello · Vroeg-christelijke monumenten van Ravenna · Historisch centrum van Pienza · 18e-eeuws Koninklijk Paleis van Caserta met park, aquaduct van Vanvitelli en San Leuciocomplex · Residenties van het Koninklijk Huis van Savoye · Botanische tuin in Padua · Porto Venere, Cinque Terre en de eilanden Palmaria, Tino en Tinetto ·  Kathedraal, Torre Civica en Piazza Grande, Modena · Archeologisch Pompeï, Herculaneum en Torre Annunziata · Amalfitaanse kust · Archeologisch Agrigento · Villa Romana del Casale · Nuraghe Su Nuraxi bij Barumini · Nationaal park Cilento, Vallo di Diano e Alburni met archeologisch Paestum en Velia en Kartuizerklooster San Lorenzo · Historisch centrum van Urbino · Archeologische opgravingen en Patriarchale Basiliek van Aquileia · Villa Adriana, Tivoli · Eolische Eilanden · Assisi, Sint-Franciscusbasiliek en andere franciscaanse locaties · Verona · Villa d'Este, Tivoli · Laatbarokke steden in het Val di Noto (Zuidoost-Sicilië) · Heilige bergen · Monte San Giorgio · Etruskische begraafplaatsen van Cerveteri en Tarquinia · Val d'Orcia · Syracuse en de rotsnecropolis van Pantalica · Genua: Le Strade Nuove en het systeem van de Palazzi dei Rolli · Oude en voorhistorische beukenbossen van de Karpaten en andere regio's van Europa · Mantua en Sabbioneta · Rhätische Bahn in het Albula/Bernina-landschap · Dolomieten · Longobarden in Italië. Plaatsen van macht (568-774 na Christus) · Prehistorische paalwoningen in de Alpen · Etna · Villa's en tuinen van de Medici in Toscane · Wijngaardlandschap van Piëmont: Langhe-Roero en Monferrato · Arabisch-Normandisch Palermo en de kathedralen van Cefalù en Monreale · Venetiaanse verdedigingswerken van de 15e tot 17e eeuw: Stato da Terra - westelijke Stato da Mar · Ivrea, industriestad van de 20e eeuw · De prosecco-heuvels van Conegliano en Valdobbiadene · Historische kuuroorden van Europa (Montecatini Terme) · Padua's 14e-eeuwse frescocycli · De portieken van Bologna · Via Appia. Regina viarum